# Hyalurga fenestra
Hyalurga fenestra är en fjärilsart som beskrevs av Carl von Linné 1758. Hyalurga fenestra ingår i släktet Hyalurga och familjen björnspinnare. Inga underarter finns listade i Catalogue of Life.

## Bildgalleri

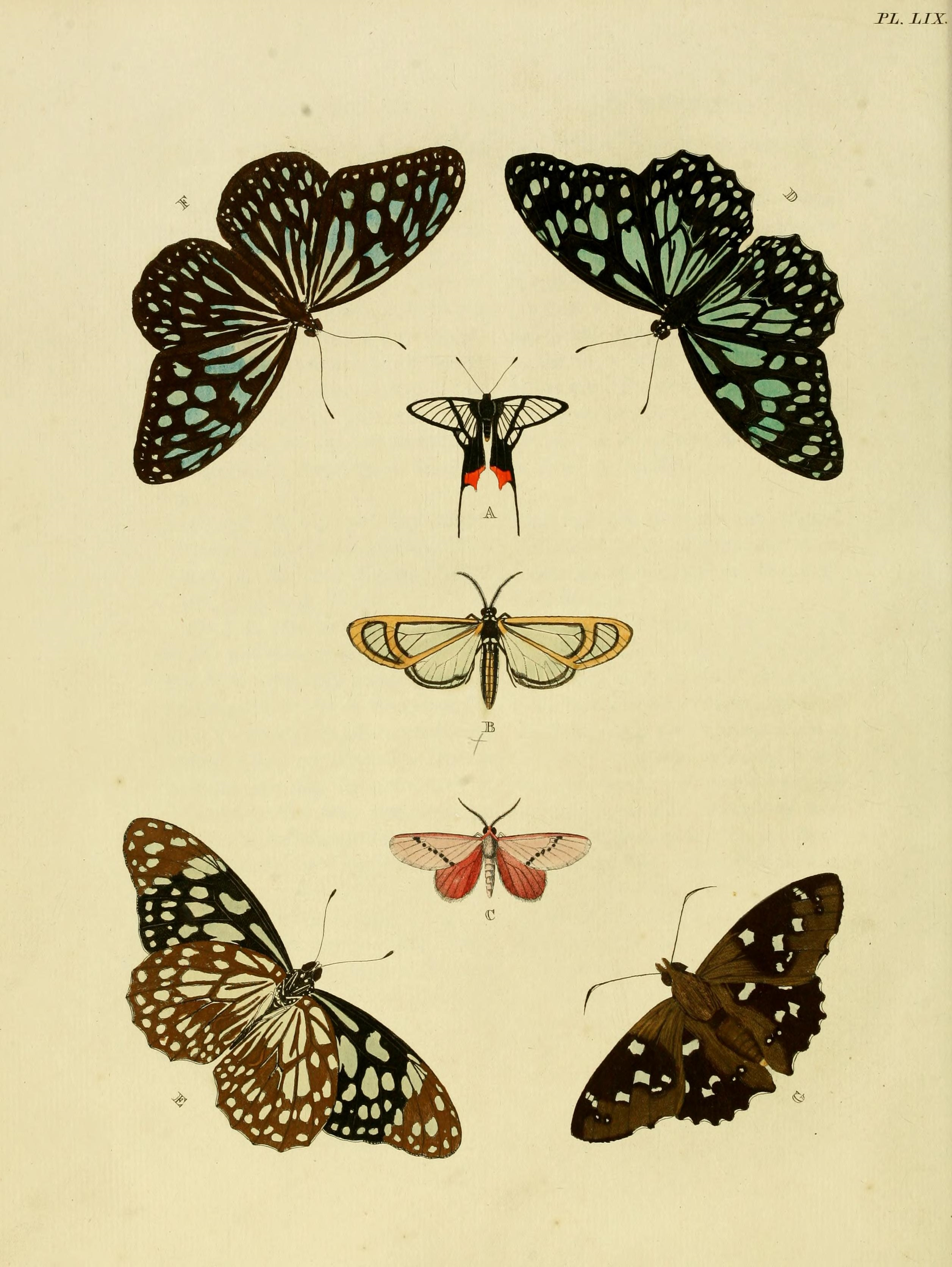